# Kevin Conroy

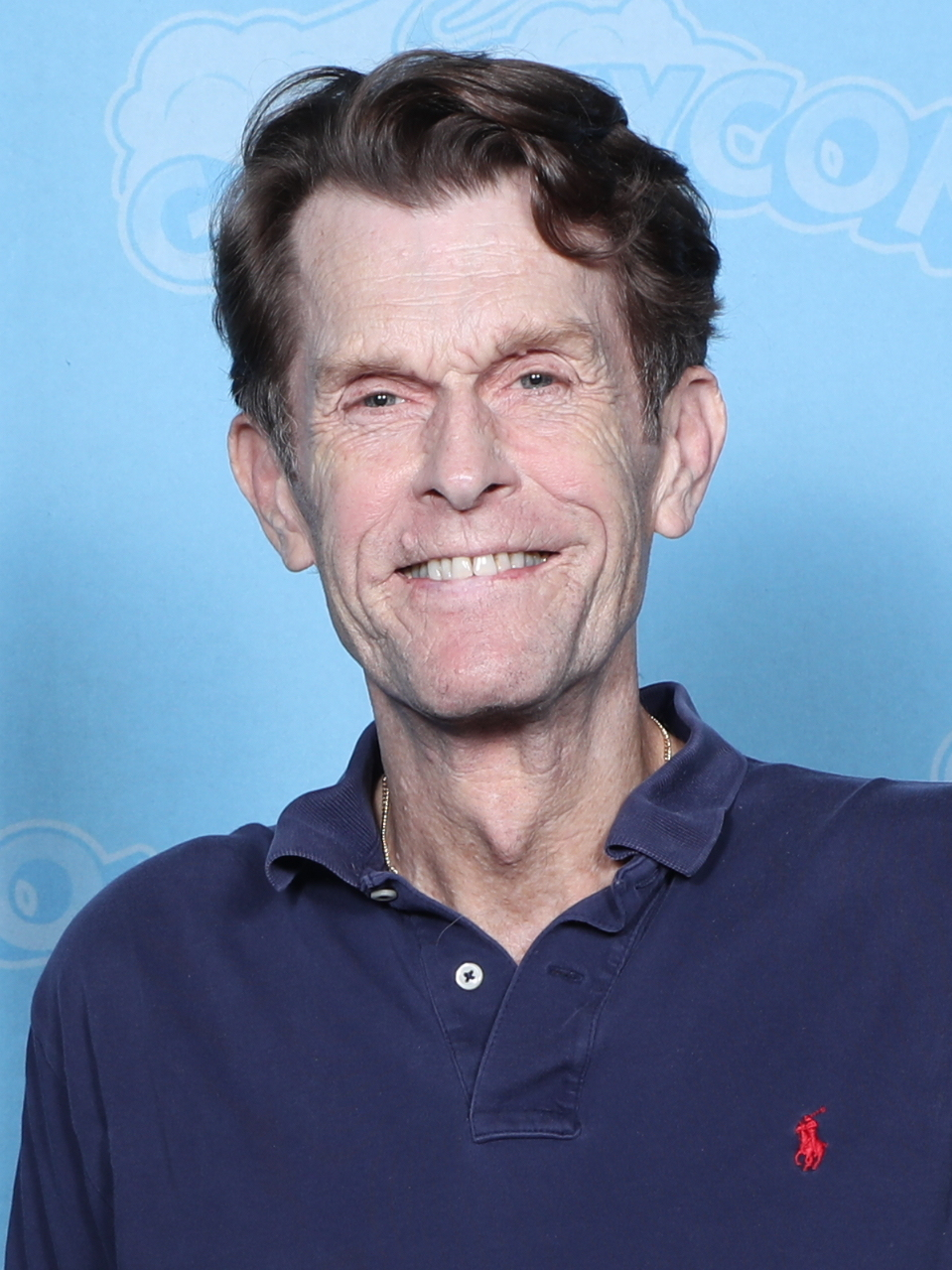
Kevin Conroy (Juli 2021)

Kevin Conroy (* 30. November 1955 in Westbury, New York; † 10. November 2022 in New York City, New York) war ein US-amerikanischer Schauspieler und Synchronsprecher. Bekannt wurde er vor allem als Sprecher des Batman in verschiedenen Zeichentrickserien, Zeichentrickfilmen und Computerspielen.

## Leben
Conroy, der zusammen mit Christopher Reeve die Schule besuchte, erwarb im Alter von 17 Jahren ein Vollstipendium der Juliards Drama Division. Hier lernte er unter anderen den Schauspieler John Houseman kennen.
Nach seinem Abschluss 1978 tourte Conroy mit den Schauspielgruppen The Acting Company und Houseman’s Acting Group, bevor er sich 1979 der internationalen Tour der Deathtrap anschloss. 1980 wurde Conroy für die Seifenoper Another World engagiert. Er vermisste jedoch bald das Theater und nahm so ein Engagement am Old Globe Theatre in San Diego, Kalifornien, an. Hier spielte er in Stücken von Shakespeare wie Hamlet und Ein Sommernachtstraum mit. 1981 bis 1989 trat er in verschiedenen modernen und klassischen Theaterstücken, unter anderen in den Broadway-Produktionen Eastern Standard und Lolita, auf.
Conroy kehrte 1985 zum Fernsehen zurück und spielte in dem Fernsehfilm Covenant die männliche Hauptrolle; zudem hatte er regelmäßige Gastauftritte in Serien wie Ohara (1987) und Tour Of Duty (1987–1988).
Neben Auftritten in verschiedenen Fernsehfilmen war er als Stimme von Batman in der Batman-Zeichentrickserie, den von 1992 bis 2004 erschienenen Zeichentrickfilmen zu dieser Serie, bekannt. Zudem sprach er den Batman in den Zeichentrickserien Die Liga der Gerechten, Batman of the Future, Superman/Batman: Public Enemies und Superman/Batman: Apocalypse und von 2009-2015 in der mit Batman: Arkham Asylum beginnenden Videospiel-Trilogie.
Im Sommer 2022 stellte Conroy seine Autobiografie Finding Batman vor.
Kevin Conroy starb am 10. November 2022 an den Folgen einer Erkrankung an Darmkrebs im Alter von 66 Jahren im Mount Sinai Hospital im New Yorker Stadtteil Manhattan. Er hinterließ seinen Ehemann Vaughn C. Williams.

## Filmografie (Auswahl)
- 1982: Born Beautiful
- 1985: The Covenant
- 1985–1986: Der Denver-Clan (8 Episoden)
- 1987–1988: Ohara
- 1988: Killerinstinkt  (Killer Instinct)
- 1990: Gipfel des Terrors  (The Face of Fear)
- 1990: Mörder-Clan (So Proudly We Hail)
- 1991: Der Fiesling (Hi Honey, I’m Dead)
- 1992: Chain of Desire
- 1992: Geheime Leidenschaft (The Secret Passion of Robert Clayton)
- 1994: Future City – Stadt der Überlebenden (Island City)
- 1996: The Real Adventures of Jonny Quest: Manhattan Maneater
- 2019: Batwoman als Bruce Wayne/Batman (Erde 99)

## Als Synchronsprecher

### Filme und Serien
- 1992: Batman: The Animated Series
- 1993: Batman und das Phantom (Batman: Mask of the Phantasm)
- 1997: The Batman Superman Movie
- 1998: Batman & Mr. Freeze – Eiszeit (Batman & Mr. Freeze: SubZero)
- 1999: Batman Beyond: Meltdown
- 2000: Batman of the Future – Der Joker kommt zurück (Batman Beyond: Return of the Joker)
- 2003: Batman – Rätsel um Batwoman (Batman: Mystery of the Batwoman)
- 2008: Batman: Gotham Knight
- 2009: Superman/Batman: Public Enemies
- 2010: Superman/Batman: Apocalypse
- 2016: Batman: The Killing Joke
- 2017: Batman und Harley Quinn (Batman and Harley Quinn)

### Computerspiele
- 2009: Batman: Arkham Asylum
- 2011: Batman: Arkham City
- 2013: Injustice: Gods Among Us
- 2015: Batman: Arkham Knight
- 2017: Injustice 2
- 2024: Suicide Squad: Kill the Justice League

## Nominierungen
- 1999 nominiert für den Annie Award als Stimme des Bruce Wayne in Batman of the Future